# Minin und Poscharski (Libretto)

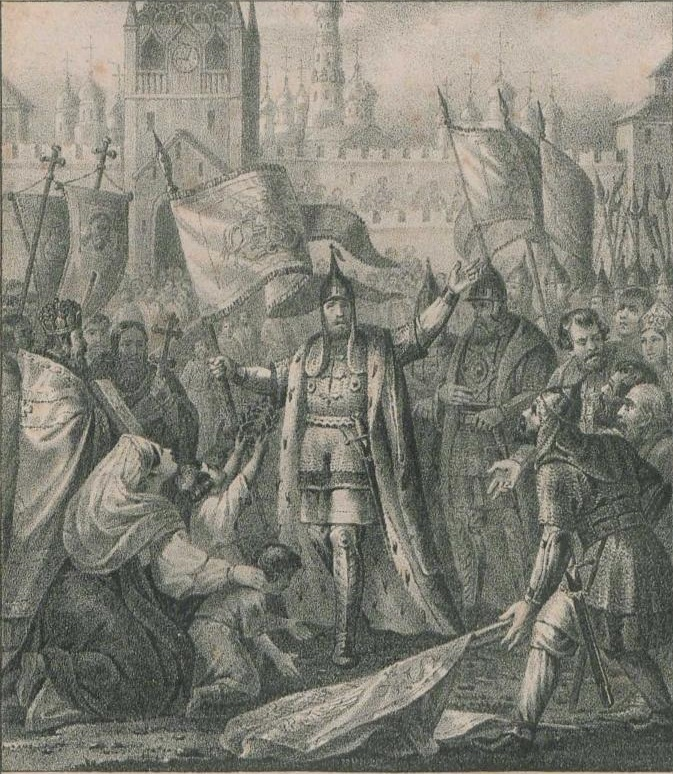
Großfürst Poscharski befreit Moskau.
Illustration von Boris Tschorikow (1802–1866)

Minin und Poscharski (russisch Минин и Пожарский) ist ein Opernlibretto des sowjetischen Schriftstellers Michail Bulgakow aus dem Jahr 1936.
Zwar arbeitete Boris Assafjew 1936 an der Oper Minin und Poscharski nach Bulgakows Vorlage, schloss dieses sein Werk aber nicht ab. Das Fragment wurde 1938 aufgeführt. Bulgakows Text wurde 1980 in der Russischen Musik veröffentlicht.
In den Jahren 1934–1939 schuf der Autor als literarischer Berater des Bolschoi-Theaters insgesamt vier solcher Libretti, von denen lediglich Rachel mit der Musik von Reinhold Glière abgeschlossen wurde und 1947 zur Aufführung gelangte.

## Inhalt
Zu Zeiten der Wirren anno 1611 bis 1612 im Polnisch-Russischen Krieg:
1
Die Russen schmachten in Moskau unter der polnisch-litauischen Besatzung. Der Patriarch Hermogen, im Moskauer Kreml an die Wand seines Kerkers geschmiedet, stachelt die russischen Landsleute zum Volksaufstand an.
2
Der russische Kaufmann Kusma Minin sammelt als Nischni Nowgoroder Starost unter der Bevölkerung Geld für die Aufstellung eines Freiwilligenheeres.
3
Der verwundete Großfürst Poscharski wird als Heerführer auserkoren. Nur er kann die Polen und Litauer aus dem Moskauer Kreml vertreiben, meint das Volk.
4
Im Sommer 1612 lässt sich Chodkiewicz, Großhetman von Litauen, von seinen Litauern, Polen und Deutschen im beflaggten Hetmanszelt des Feldlagers feiern. Der listige Feldherr schickt den polnischen Rittmeister Konrad Zborowski aus. Der Pole soll den russischen Anführer, also den verwundeten Poscharski, noch vor der bevorstehenden kriegerischen Auseinandersetzung umbringen.
5
Zborowski erschleicht sich das Vertrauen von Minins lediger Tochter Maria und kann zu Poscharski vordringen. Als der Rittmeister das Messer zückt, wird er von Minin erschossen.
6
Minin und Poscharski formieren auf dem Hof des Woiwoden von Kostroma ihre Truppe; reihen Tataren und Mordwinen ein.
7
Die Don- und Saporoger Kosaken unter Ataman Petrus und unter Trubezkoi stoßen vor Moskau zum Freiwilligenheer.
8
Maria hilft bei der Befreiung ihres Bräutigams Ilja Pachomov aus jenem Verlies, in dem Hermogen angeschmiedet lag.
9
Minin, Poscharski und Trubezkoi feiern mit ihren Freiwilligen unterm Spasski-Tor des Moskauer Kremls. Das Vaterland ist gerettet.

## Rezeption
Schröder schreibt im Januar 1996: Wenn Bulgakow 1936 das Thema Befreiungskrieg der Russen gegen die Ausländer anhand des Moskauer Volksaufstandes anno 1612 wieder aufgreift, reflektiere er Gedanken zu der Gefahr, die seinerzeit vom Deutsch-polnischen Nichtangriffspakt für die Sowjetunion ausgegangen war.

## Deutschsprachige Ausgaben
Verwendete Ausgabe:
- Minin und Posharski. Aus dem Russischen von Renate und Thomas Reschke. Nachdichtungen von Waldemar Dege. S. 135–154 in: Ralf Schröder (Hrsg.): Bulgakow. Peter der Große. Filmszenarien. Libretti. (= Bd. 12.2 Gesammelte Werke, 13 Bde.) Verlag Volk & Welt, Berlin 1996. ISBN 3-353-00953-1

## Anmerkung
1. ↑  Hitler hatte bekanntlich in jenem dem Deutsch-sowjetischen Nichtangriffspakt von 1939 vorausgegangenem Pakt von 1934 Piłsudski die Rolle eines Helfers zugedacht, wenn es einmal um die Erkämpfung neuen Lebensraumes im Osten – sprich in der Sowjetunion – gehen sollte.